# Bagamoyo (Rungwe)
Bagamoyo ist ein Verwaltungsbezirk (Ward) des Distrikts Rungwe in der tansanischen Region Mbeya.

## Geografie
Bagamoyo ist ein Bezirk im Südwesten von Tansania, es ist ein Stadtteil im Nordwesten von Tukuyu. Die Grenze im Osten bildet die Nationalstraße T10. Die Fläche des Bezirks beträgt 1,3 Quadratkilometer und bei der Volkszählung 2022 lebten hier 3378 Menschen in 1020 Haushalten.

## Gliederung
Der Bezirk besteht aus vier Orten (Kitongoji):
- Bujinga
- Batini
- Bagamoyo
- Kanisa